# Pierce Brown
Pierce Brown (Denver, 28 de janeiro de 1988) é um escritor de ficção científica norte-americano, autor e roteirista conhecido por sua da trilogia de livros: Red Rising.

## Vida pessoal
Pierce Brown cresceu em sete estados diferentes. Sua mãe, Colleen Brown, foi Presidente e CEO da Fisher Communications e Presidente da American Apparel. Seu pai, Guy Brown, é um ex-banqueiro local.
Brown se formou na Pepperdine University, em Ciência Política e Economia. Após a formatura, trabalhou em uma variedade de empregos, na política e como analista de redes sociais em uma startup de tecnologia. Brown estava trabalhando para a NBC em Burbank, Califórnia e vivendo na garagem de seu ex-professor de ciência política quando vendeu Red Rising, para ser publicado, em 2012.
Ele é ganhador do Prêmio Goodreads de 2014, como Melhor Novo Romancista e o Prêmio Goodreads de 2015, como Melhor Romance de Ficção científica.
Brown enfrentou a rejeição de mais de 120 agentes de editoras antes de vender o Red Rising.
Em fevereiro de 2014, logo após o lançamento do livro, a Universal Pictures adquiriu os direitos para uma adaptação cinematográfica de Red Rising. Marc Forster foi definido como diretor com Joe Roth na produção.

## Obras

### Trilogia Red Rising
1. Red Rising (2014) no Brasil: Fúria Vermelha (Globo Livros, 2014)
2. Golden Son (2015) no Brasil: Filho Dourado (Globo Livros, 2015)
3. Morning Star (2016) no Brasil: Estrela da Manhã (Globo Livros, 2016)
4. Iron Gold (2018)
5. Dark Age (2019)

#### Prequela
- Sons of Ares (2018) (com Rik Hoskin)

#### Livros de quadrinhos
- Red Rising: Sons of Ares (2017)
- Red Rising: Sons of Ares – Volume 2: Wrath (2020)

### Conto
Star Wars: From a Certain Point of View – "Desert Son" (2017)